# Plinska maska
Plinska maska je zaščitno sredstvo za varovanje obraznega dela, oči, dihalnih organov in prebavnih organov pred strupenimi snovmi, ki se širijo po zraku. Maska pokriva obraz in tako strupenim snovem preprečuje vstop v telo preko oči in dihalnih organov. Zrak, ki ga uporabnik diha skozi masko se filtrira preko posebnega filtra. Najpogosteje je njihova uporaba vidna med nasilnimi demonstracijami, ko policija plinske maske uporabi za zaščito pred solzivcem. Ne smemo jih zamenjevati z izolirnim dihalnim aparatom, ki ga uporabljajo gasilci.
Prve zaščitne maske, predhodnice današnjih plinskih mask, so se pojavile že v času srednjega veka, ko je v Evropi razsajala črna smrt. To so bile preproste platnene ali usnjene maske napolnjene s snovmi, ki naj bi odganjale kugo. Sredi devetnajstega stoletja so se pojavili prvi patenti zaščitnih mask za dihanje vendar te maske nikoli niso zares zaživele in so bile proizvedene v majhnih količinah. Prvič pa so se maske množično pojavile v prvi svetovni vojni, ko so se začeli na bojišču uporabljati bojne strupe. Te maske so bile sprva zelo preproste, gaze namočene v kemične snovi, kasneje pa so po obliki postale vedno bolj podobne plinskim maskam, kot jih poznamo danes.
Vse od prve svetovne vojne pa do danes so plinske maske stopale korak z razvojem strupenih snovi, ki jih je človek izumil za bojne in nebojne namene. Danes obstaja več vrst zaščitnih mask, njihove izvedbe so odvisne od namena uporabe. Nekatere pokrivajo le dihalne poti ter tako uporabnika ščitijo pred prahom in manj nevarnimi snovmi medtem ko druge, predvsem vojaške maske, pokrivajo celoten obraz ter tako uporabniku nudijo večjo zaščito. Te maske so tudi bolj vzdržljive saj morajo prenesti večji nabor strupov, kot so različni bojni strupi, biološka orožja ter radioaktivni prah. 
Specialni filtri (ki filtrirajo točno določene strupene oz. škodljive snovi), se označujejo z različnimi barvnimi in črkovnimi oznakami.
Uporabnost maske je v veliki meri odvisna od filtra oz. cedila, skozi katerega potuje zrak, ki ga uporabnik maske nato vdihuje. Najpogosteje se v cedilu uporablja aktivno oglje, ki iz zraka absorbira nevarne snovi. Taka zaščita je le kratkotrajna, le okoli 50 min odvisne od koncentracije strupov, nato se aktivno oglje v situ nasiči s strupenimi snovmi in je sito potrebno zamenjati. Maske iz obdobja 2. svetovne vojne pa so imele filtre, ki so vsebovali azbest. Zaradi splošno znanih škodljivih vplivov azbesta se danes taki filtri ne uporabljajo več. Proizvajali so jih vsaj do leta 1956, kasneje pa se je uporaba azbesta za te namene pričela opuščati. Zato se starih plinskih mask, katerih proizvajalca, leta proizvodnje in/ali izvora ne poznamo, ne uporablja. S staranjem se spreminja tudi elastičnost gumijastih delov maske, ki nalegajo na obraz, posledično pa maska ni več zračno tesna. Tudi sodobni filtri so po določenem času neuporabni saj se v procesu staranja, v zgradbi filtra zgodijo določene kemične spremembe in filter izgubi svojo zaščitno funkcijo. Najbolj škodljiva sta vročina in vlaga, zato proizvajalci filtre običajno zaščitijo s folijo, ki jih ščiti pred vlago in zrakom. 
Ker plinska maska ščiti le obraz in ne celega telesa so razvili posebno obleko, ki strupom iz skupine mehurjevcem in živčnim strupom preprečuje stik s kožo ter jim tako onemogoča do bi prišli v telo preko kože.